# Aloe decorsei
Aloe decorsei ist eine Pflanzenart der Gattung der Aloen in der Unterfamilie der Affodillgewächse (Asphodeloideae). Das Artepitheton decorsei ehrt den französischen Botaniker und Entomologen Gaston-Jules Decorse (1873–1907), der von 1898 bis 1900 auf Madagaskar sammelte.

## Beschreibung

### Vegetative Merkmale
Aloe decorsei wächst stammlos und einfach. Die zwölf bis 15 etwas sichelförmigen Laubblätter bilden Rosetten. Die grüne Blattspreite ist 60 bis 70 Zentimeter lang und 5 bis 6 Zentimeter breit. Die weißlich-braunen Zähne am Blattrand sind 1 bis 1,5 Millimeter lang.

### Blütenstände und Blüten
Der einfache Blütenstand erreicht eine Länge von 80 bis 120 Zentimeter. Die lockeren Trauben sind 18 bis 30 Zentimeter lang. Die verkehrt lanzettlichen, kurz zugespitzten Brakteen weisen eine Länge von 15 Millimeter auf und sind 6 Millimeter breit. Die glockenförmigen, gelben Blüten werden zur Mündung grün und stehen an 3 bis 4 Millimeter langen Blütenstielen. Ihre Ränder sind weiß. Die Blüten sind 20 bis 22 Millimeter lang und an ihrer Basis kurz verschmälert. Ihre äußeren Perigonblätter sind auf einer Länge von 18 bis 20 Millimetern nicht miteinander verwachsen. Die Staubblätter und der Griffel ragen nicht aus der Blüte heraus.

## Systematik und Verbreitung
Aloe decorsei ist auf Madagaskar im Andringitra-Gebirge auf Gneishängen in Höhen von 1600 bis 2200 Metern verbreitet. 
Die Erstbeschreibung durch Henri Perrier de La Bâthie wurde 1926 veröffentlicht.

## Nachweise